# میخائیل آرتامونوف

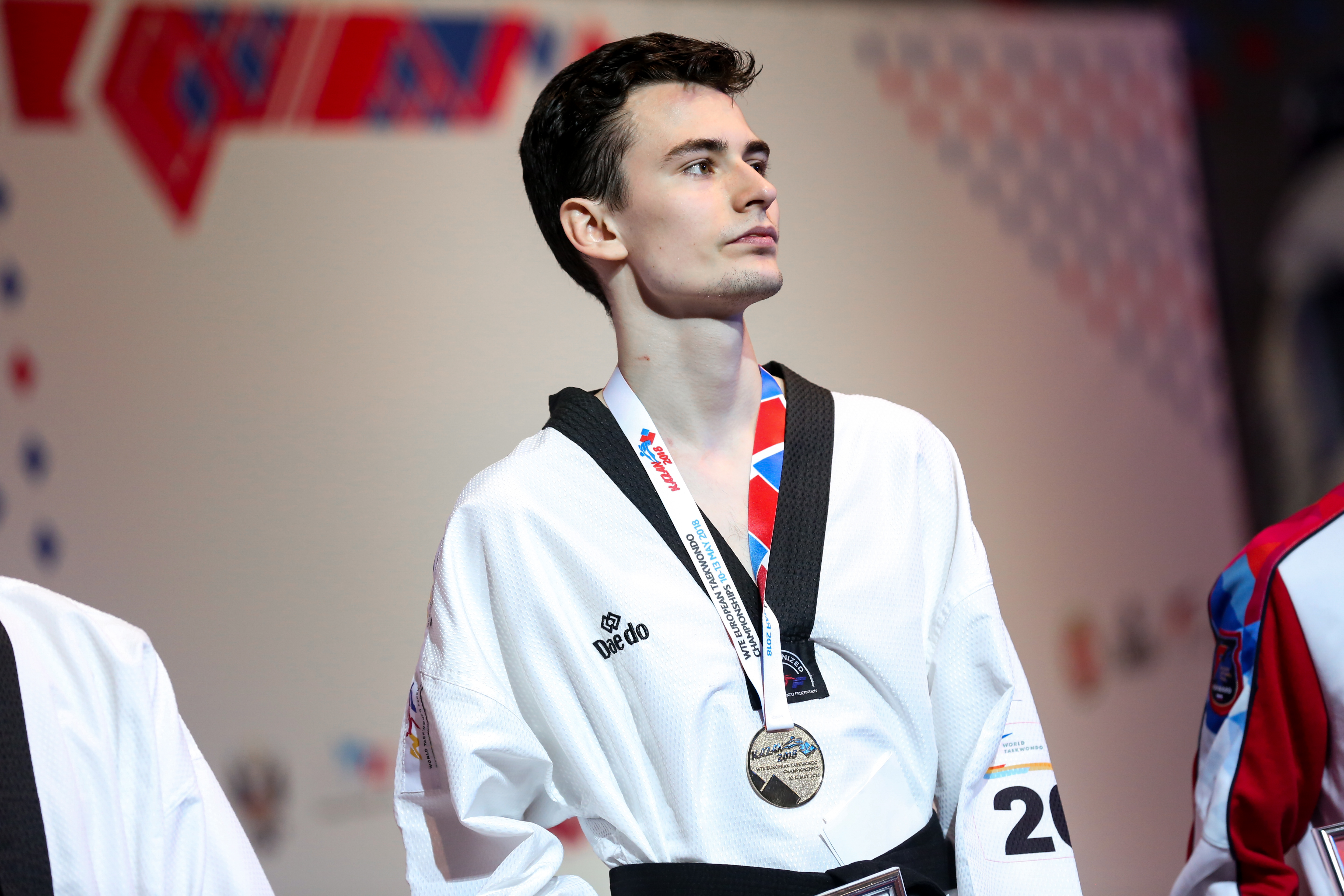
میخائیل ولادیمیرویچ آرتامونوف در سال ۲۰۱۸

میخائیل ولادیمیرویچ آرتامونوف (روسی: Михаил Владимирович Артамонов؛ متولد ۲۰ ژوئیه ۱۹۹۷ در سن پترزبورگ روسیه) یک تکواندوکار روسی است. او در مسابقات قهرمانی تکواندو جهان ۲۰۱۷ که در شهر موجو کره‌جنوبی برگزار شد، به مدال نقره دست یافت.